# Шёлин, Стиг
Стиг Карл Улоф Шёли́н (швед. Stig Karl Olof Sjölin; 21 декабря 1928, Вернаму, Йёнчёпинг — 9 января 1995, Хельсингборг) — шведский боксёр второй средней весовой категории, выступал за сборную Швеции в конце 40-х — середине 50-х годов XX века. Бронзовый призёр летних Олимпийских игр в Хельсинки, чемпион Европы и Скандинавии, участник многих международных турниров и матчевых встреч.

## Биография
Стиг Шёлин родился 21 декабря 1928 года в городе Вернаму, историческая провинция Смоланд. Первого серьёзного успеха на ринге добился в 1949 году, когда во втором среднем весе стал чемпионом Швеции среди любителей и завоевал серебряную медаль на чемпионате Европы в Осло (в решающем матче уступил знаменитому венгру Ласло Паппу). Два года спустя на европейском первенстве в Милане одолел всех своих соперников и выиграл золото. Благодаря череде удачных выступлений удостоился права защищать честь страны на летних Олимпийских играх 1952 года в Хельсинки — в четвертьфинале единогласным решением судей победил австралийца Энтони Мэдигана, но в полуфинальном матче проиграл американцу Флойду Паттерсону, будущему олимпийскому чемпиону и чемпиону мира среди профессионалов.
Получив бронзовую олимпийскую медаль, Шёлин продолжил выходить на ринг в составе национальной сборной, принимая участие во всех крупнейших международных турнирах. Так, в 1953 году он побывал на чемпионате Европы в Варшаве, откуда привёз награду бронзового достоинства (в полуфинале не смог преодолеть немца Дитера Вемхёнера). В 1955 году одержал победу на чемпионате Скандинавии и выиграл серебро на европейском первенстве в Западном Берлине (в решающем матче проиграл советскому боксёру Геннадию Шаткову).
Оставаясь лидером шведской команды, Шёлин прошёл квалификацию на Олимпийские игры 1956 года в Мельбурн, возлагал на этот олимпийский турнир большие надежды, но в первом же матче был выбит аргентинцем Виктором Саласаром, который в итоге получил бронзу. Впоследствии он оставался действующим чемпионом вплоть до 1957 года, выиграл ещё один скандинавский чемпионат и принял решение завершить карьеру.
Умер 9 января 1995 года в Хельсингборге.